# سس هزار جزیره
|  |  | [[Image:\|{{{5}}}px\|alt=\|]] |
|  |  |                               |

سس هزار جزیره، یک سس آمریکایی است که از مایونز، کچاپ، تخم مرغ، فلفل قرمز و خیارشور تهیه می‌شود.

## تاریخچه:
نام سس هزارجزیره از مجمع‌الجزایری به همین نام در مرز کانادا و آمریکا گرفته شده است. گفته می شود که دستور ساخت این سس را هنرپیشه‌ای به‌نام می اروین از زن یک ماهیگیر در همین جزایر آموخت و آن را به رییس هتل والدورف آستوریا یاد داد. بعدها آشپز هتل آن را کمی تغییر داد و در منوی سالاد و دسر استفاده کرد. ماجرای شروع تولد سس هزارجزیره به اوایل قرن باز می گردد، اما از دهه‌ی پنجاه میلادی، سس هزارجزیره را دیگر می شد در تمام رستوران‌های آمریکایی و کانادایی پیدا کرد. این سس درست مثل نام‌اش می‌تواند ترکیبات متفاوتی مثل لیموترش، روغن زیتون، خردل، سرکه و تاباسکو داشته باشد، اما به‌طور معمول، ترکیبات اصلی آن را سس مایونز و کچاپ تشکیل می دهند. یکی از ویژگی های این سس که مخصوص سالاد و ساندویچ است، به‌کارگیری سبزیجات و صیفی جات خردشده‌ی خام مثل پیاز، خیارشور و جعفری در آن است.